# Assassinat de Jalil Andrabi
 (mai 2025).
L'assassinat de Jalil Andrabi est l'affaire, non formellement élucidée, du meurtre de l'avocat et activiste indien Jalil Andrabi au début du mois de mars 1996. 

## Contexte
Jalil Andrabi était un important avocat des droits de l'homme cachemirien et activiste en faveur de l'autodétermination et l'indépendance du Cachemire associé au Front de Libération de Jammu et Cachemire (JKLF), une organisation armée nationaliste cachemirienne. Jalil Andrabi, alors âgé de 42 ans, est présumé victime d'une exécution extrajudiciaire par l'organisation paramilitaire indienne Rashtriya Rifles en mars 1996,.
Le 8 mars 1996 , Andrabi a été arrêté à Srinagar par l'agent indien Avtar Singh, de la trente-cinquième unité des Rashtriya Rifles de l'armée indienne. Trois semaines après son détention, le corps de Andrabi a été découvert flottant dans le Rivière Jhelum; une autopsie a démontré qu'il y avait été assassiné quelques jours après son arrestation. Un procès est intenté dans un tribunal de Badgam contre Avtar Singh,.

## Assassinat de Jalil Andrabi
Le cadavre de Andrabi a été trouvé dans la zone de Kursu Rajbagh de Srinagar, au bord de la rivière Jhelum, dans la matinée du 27 mars 1996. Selon la presse, le corps se trouvait dans un sac. Les témoins oculaires ont affirmé qu'Andrabi a été arrêté le 8 mars vers  18 heures par une unité du Rashtriya Rifle de l'armée qu'a intercepté sa voiture à quelques centaines de mètres de sa maison à Srinagar. Avtar Singh, le militaire indien présumé responsable, a fui le pays et il a été recherché par les autorités indiennes pour l'homicide de l'activiste et avocat. L'État Indien avait émis un mandat d'arrestation et un signalement à l'Interpol, mais ces mesures n'ont pas abouti.

## Mort présumée de Avtar Singh
Le 9 juin 2012, Avtar Singh, âgé de 47 ans, habitant alors à Selma, Californie, a tué à son épouse Hervinder Kaur, (36 ans), son fils, Jay Singh (3 ans), et Kinwaljeet « Aryan » Singh, son fils de 17 ans ; il a aussi blessé gravement son fils Kanwarpal « Chris » Singh, âgé de 15 ans, avec une arme à feu. Il a appelé la police pour revendiquer ces faits et il s'est ensuite suicidé avec son propre pistolet. Le fils qui a survécu a souffert des graves blessures à la tête ; les médecins du Centre Médical Régional Communautaire de Selma ont arrêté tous les dispositifs d'assistance qui le maintenaient en survie et il est mort le 14 juin. La source d'où proviennent ces informations ne précise pas si cet Avtar Singh est le même qui aurait assassiné Jalil Andrabi.